# Justyna Kucharczyk
Justyna Elżbieta Kucharczyk (ur. w Jaworznie) – polska projektantka wzornictwa przemysłowego, prorektor Akademii Sztuk Pięknych w Katowicach.

## Życiorys
Justyna Kucharczyk w 1997 ukończyła studia na Wydziale Form Przemysłowych Akademii Sztuk Pięknych w Krakowie w Katedrze Komunikacji Wizualnej. W 2011, na podstawie rozprawy Projekt informacji wizualnej Międzynarodowego Portu Lotniczego w Katowicach (promotor – Jan Nuckowski) otrzymała stopień doktora w dyscyplinie sztuki projektowe. W 2017 habilitowała się na ASP w Krakowie, przedstawiając dzieło Systemy informacji wizualnej dla instytucji kultury.
Od 1997 zatrudniona w ASP w Krakowie (filia w Katowicach). Prowadzi Pracownię Projektowania Systemów Informacji Wizualnej oraz Pracownię Komunikacji Społecznej. Prorektor ds. badań i współpracy w kadencji 2020–2024. Jest ekspertką Zamku Cieszyn i członkinią Design Silesia. Projektuje systemy informacji wizualnej oraz całościowe identyfikacje.

## Wybrane realizacje
- System informacji dla budynku i obszaru zewnętrznego NOSPR w Katowicach – współautorka: Agnieszka Nawrocka
- Całościowa identyfikacja oraz System informacji wizualnej dla Parku Śląskiego –  współautorzy: Agnieszka Nawrocka, Andrzej Sobaś, Anna Kmita, Jadwiga Rataj
- System informacji dla budynku ASP Raciborska 50 w Katowicach –  współautorzy: Agnieszka Nawrocka, Anna Pohl
- System informacji dla Centrum Kultury w Lublinie – współautorzy: Agnieszka Nawrocka, Grupa Kilku
- Miejski system informacji dla miasta Zawiercie – współautorzy: Agnieszka Nawrocka, Andrzej Sobaś, Anna Kmita
- Projekt identyfikacji i systemu informacji dla budynku dydaktyczno-sportowego SOLPARK w Kleszczowie – współautorzy: Agnieszka Nawrocka, Andrzej Sobaś
- System informacji dla Hotelu Młyn Jacka – współautorka: Agnieszka Nawrocka
- System informacji wizualnej dla Międzynarodowego Portu Lotniczego Katowice w Pyrzowicach – współautor: Andrzej Sobaś

Źródło.

## Nagrody
- nagroda Zamku Sztuki  w konkursie „Śląska Rzecz” w kategorii Grafika Użytkowa dla systemu informacji wizualnej w budynku ASP w Katowicach, 2017
- nagroda Zamku Sztuki  w konkursie „Śląska Rzecz” w kategorii Grafika Użytkowa dla systemu informacji wizualnej w Parku Śląskim, 2017
- Brązowy medal w konkursie ED Award za projekt Systemu informacji w strefie zewnętrznej i w budynku NOSPR-u w Katowicach, 2015
- I nagroda w konkursie Śląska Rzecz 2014 w dziedzinie projektowania graficznego za projekt systemu informacji w strefie zewnętrznej i w budynku NOSPR-u w Katowicach, 2015
- Nagroda Rektora ASP w Katowicach, 2015
- Wyróżnienie w konkursie „Śląska Rzecz” 2007, za projekt Systemu Informacji Wizualnej Międzynarodowego Portu Lotniczego w Katowicach, 2008

Źródło.